# Laterale melksnijtand
Er zitten vier laterale melksnijtanden in een menselijk melkgebit, één in ieder kwadrant (zie afbeelding). Deze tanden lijken qua kenmerken en functie sterk op de centrale melksnijtanden en de snijtanden in het algemeen. Snijtanden dienen om voedsel af te "snijden", en lopen daarom uit in een relatief scherpe rand.

## Ontwikkeling
De laterale melksnijtand is een van de eerste tandjes die doorkomt, meestal vlak na de centrale melksnijtanden. Vaak zijn eerst de bovenste lateral melksnijtanden aan de beurt. Dit in tegenstelling tot de centrale melksnijtanden, die voor het eerst in de onderkaak te zien zijn. Bij baby's begint het wisselproces rond de 8 maanden en gaat gepaard met jeuk aan het tandvlees. Hierdoor merken veel ouders al voordat de tanden zichtbaar zijn, dat ze eraan komen; het kind heeft de neiging om op van alles te bijten. De laterale melksnijtanden blijven daarna zo'n 6 jaar in de mond zitten, waarna ze worden gewisseld voor de uiteindelijke laterale snijtanden.

## Internationale tandnummering
Alle tanden en kiezen hebben door de internationale tandnummering een nummer gekregen, zodat het in de tandheelkunde meteen duidelijk is over welk gebitselement men praat. De nummering voor melkgebitten wijkt af van het systeem dat men gebruikt bij het volwassen gebit. Dit zijn de nummers die de laterale melksnijtanden aangeven;
- Rechtsboven: 52
- Linksboven: 62
- Linksonder: 72
- Rechtsonder: 82